# Andrei Igorov
Andrei Igorov (Brăila, 10 dicembre 1939 – Brăila, 10 novembre 2011) è stato un canoista rumeno.

## Palmarès

### Olimpiadi
- 1 medaglia:
  - 1 argento (Tokyo 1964 nel C-1 1000 m)

### Mondiali
- 1 medaglia:
  - 1 argento (Jajce 1963 nel C-1 10000 m)

### Europei
- 3 medaglie:
  - 2 ori (Bucarest 1965 nel C-1 10000 m; Duisburg 1967 nel C-1 10000 m)
  - 1 argento (Jajce 1963 nel C-1 10000 m)